# Jabllanica
Jabllanica (in macedone: Јабланица; in albanese Jabllanica oppure Jabllanicë) è il nome di una catena montuosa situata al confine tra Albania e Macedonia del Nord. Si estende da nord a sud seguendo il confine a nord-ovest del lago di Ocrida fino a Debar. 

## Caratteristiche

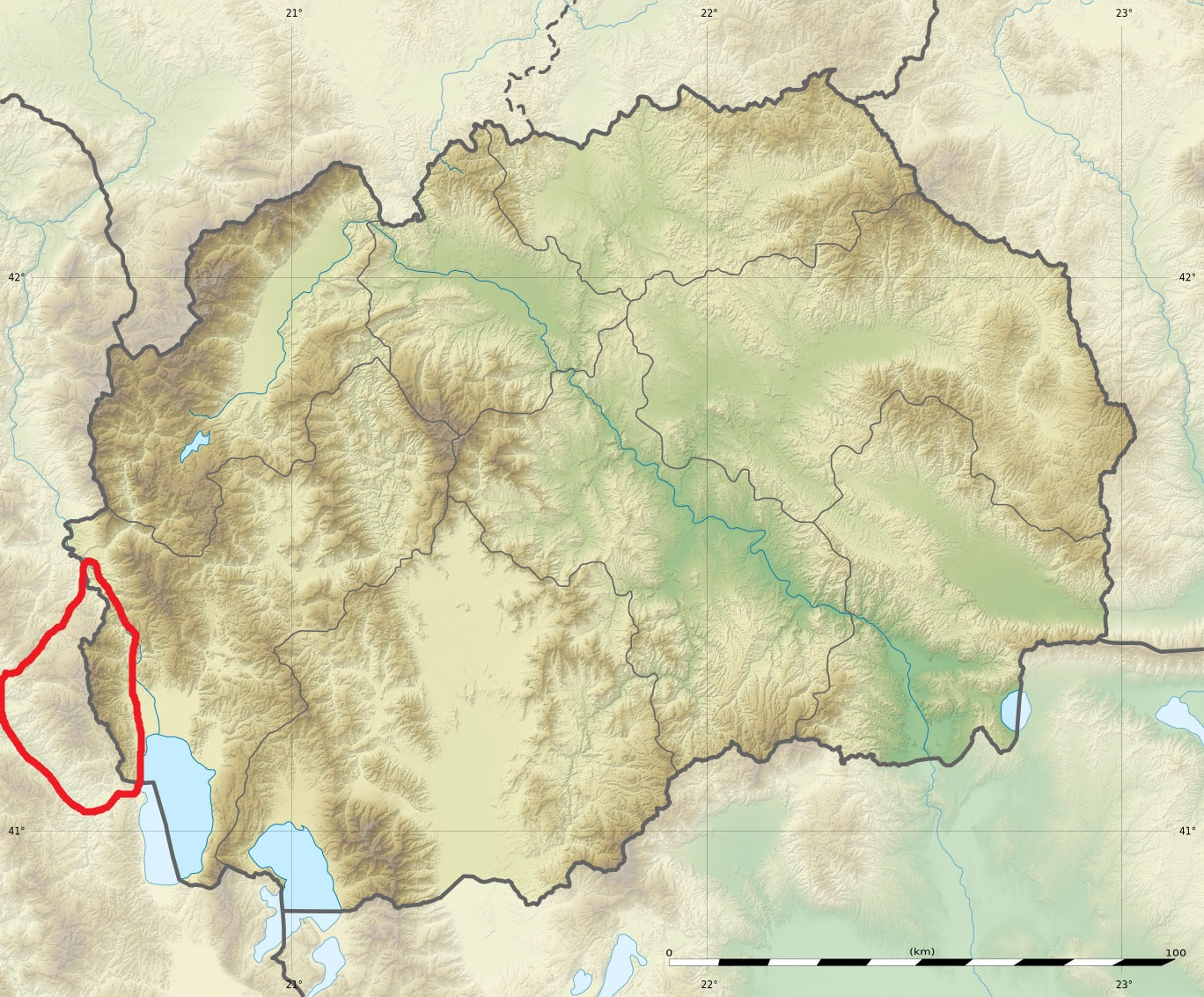
Cartina della Macedeonia con indicata la posizione della catena montuosa.

Lunga circa 50 km raggiunge altezze superiori ai 2000 m s.l.m., il rilievo più elevato è il monte Pietra Nera (in macedone Crn Kamen Црн Камен, in albanese Gur i Zi) con un'altitudine di 2 257 m s.l.m.
Le città più vicine alla catena montuosa sono Librazhd in Albania e Struga in Macedonia del Nord.
A est i pendii digradano verso la valle del Drin e il lago di Ocrida, ad ovest, dopo una piccola vallata, si eleva la catena montuosa di Shebenik. Il lato albanese della catena montuosa, insieme alla catena di Shebenik dal 2008 fa parte del Parco nazionale di Shebenik-Jabllanica.